# Neotanais hessleri
Neotanais hessleri är en kräftdjursart som beskrevs av Gardiner 1975. Neotanais hessleri ingår i släktet Neotanais och familjen Neotanaidae. Inga underarter finns listade i Catalogue of Life.